# Эчегарай, Эмиль
Эмиль Пьер Нарсисе Эчегарай (исп. Emile Pierre Narcise Etchegaray; 13 сентября, по другим данным 7 августа 1879, Буэнос-Айрес — 1941, Санта-Мария) — аргентинский футболист, левый полузащитник и нападающий.

## Карьера
Эмиль Эчегарай начал карьеру в клубе «Флуминенсе» в 1903 году. Его привёл в клуб брат футболиста, Виктор, бывший одним из основателей команды. 6 сентября 1903 года Эмиль дебютировал в составе «Флуминенсе» в матче с «Интернасьоналом» (0:0). 28 августа 1904 года он забил первые да гола за клуб, поразив ворота «Рио-Крикет» (2:1). В 1906 году Эчегарай был частью команды, победившей в первом розыгрыше чемпионата штата Рио-де-Жанейро. Затем он победил ещё в трёх розыгрышах первенства штата. В 1908 году он победил в первом розыгрыше Кубка чемпионов штатов Рио-Сан-Паулу, забив один из голов в ворота «Паулистано». По одним данным Эмиль забил первый гол, по другим второй. В 1910 году он завершил карьеру. 21 августа 1910 года Этчегарай сыграл последний матч за клуб против «Рио-Крикет» (1:1). Всего в составе «Флуминенсе» Эмиль провёл 76 матчей и забил 51 гол. По другим данным он забил 50 голов.

## Достижения
- Чемпион штата Рио-де-Жанейро: 1906, 1907, 1908, 1909
- Обладатель Кубка чемпионов штатов Рио-Сан-Паулу: 1908